# Grão-ducado de Frankfurt
O Grão-ducado de Frankfurt (em alemão:  Großherzogtum Frankfurt) foi um estado satélite alemão criado por Napoleão. Ele surgiu em 1806 através da combinação dos antigos territórios do Arcebispado de Mogúncia (Mainz) com a Cidade Imperial Livre de Frankfurt.

## História

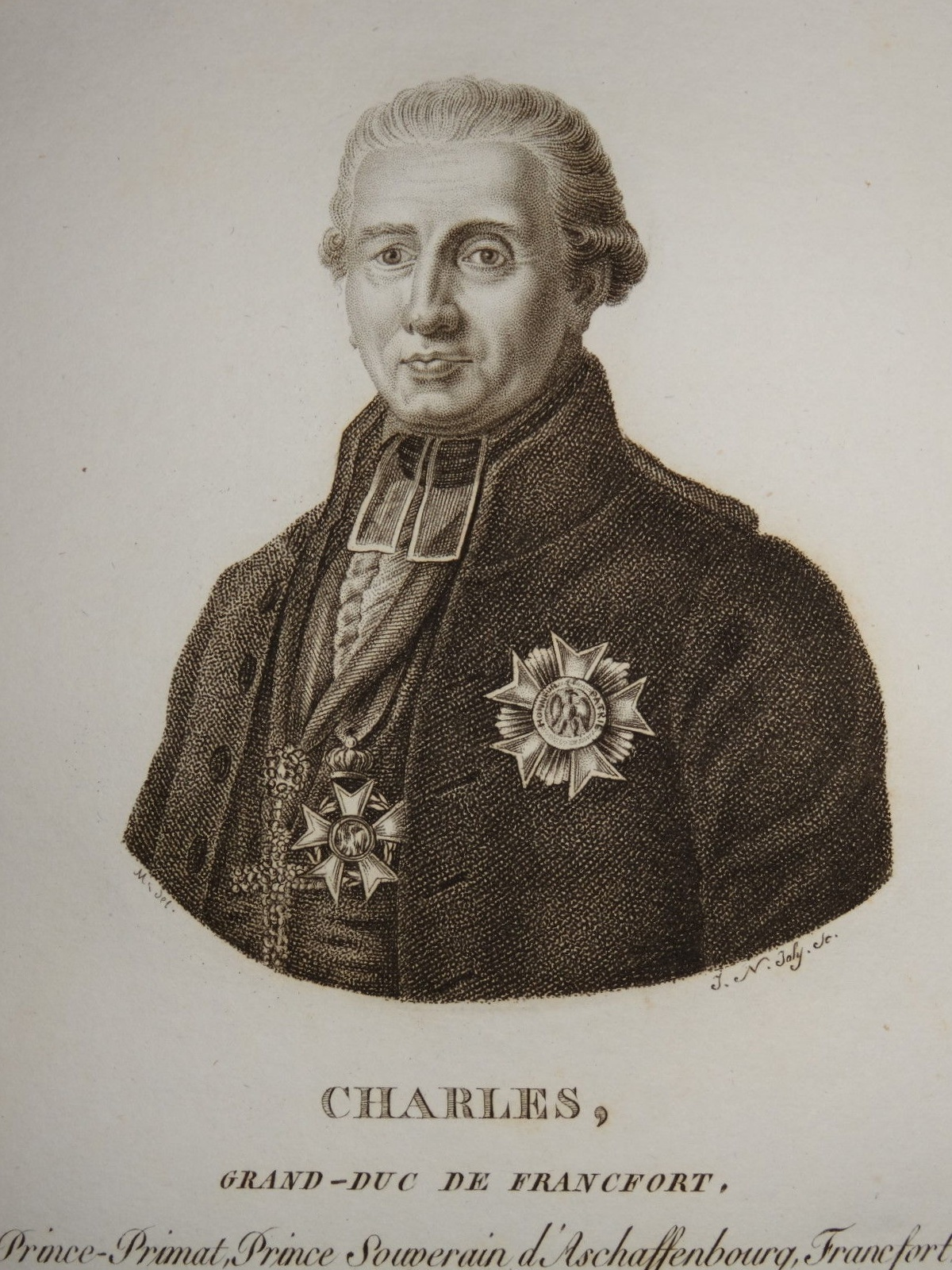
Carlos Teodoro von Dalberg, Grão-Duque de Frankfurt

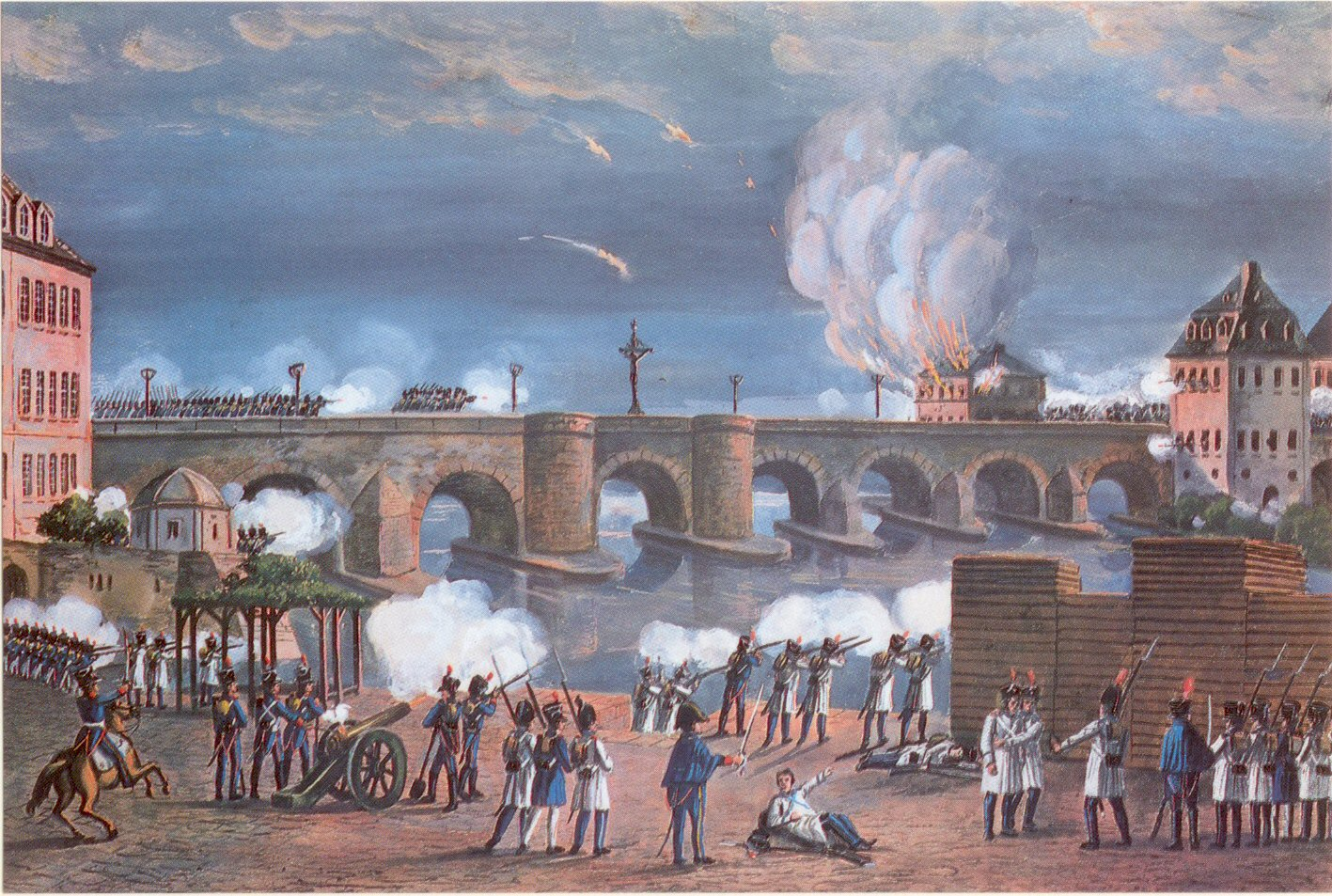
Batalha da ponte de Frankfurt entre tropas Austro-Bávaras e o exército francês, 1813

Frankfurt perdera o seu estatuto de cidade livre imperial em 1806 com a dissolução do Sacro Império Romano-Germânico. A cidade foi atribuída ao antigo Arcebispo de Mainz, Carlos Teodoro von Dalberg, e tornou-se o Principado de Frankfurt. Quando Dalberg foi forçado por Napoleão a ceder o seu Principado de Ratisbona ao Reino da Baviera em 1810, os seus restantes territórios (Aschaffenburg, Wetzlar, Fulda, Hanau, e Frankfurt) foram combinados para constituir o novo Grão-Ducado de Frankfurt.
Embora o nome do estado tivesse como referência Frankfurt, a cidade era administrada por comissários franceses enquanto Dalberg residia na cidade de Aschaffenburg. De acordo com a Constituição do Grão-Ducado, com a morte de Dalberg, o estado seria herdado pelo enteado de Napoleão, Eugénio de Beauharnais.
Dalberg abdicou a favor de Eugénio a 26 de outubro de 1813, na sequência da derrota de Napoleão na Batalha de Leipzig. O Grão-Ducado deixou de existir após Dezembro de 1813, quando a cidade foi ocupada pelas tropas aliadas. Enquanto Frankfurt, só por si, tornou-se uma Cidade Livre, a maior parte do território do Grão-Ducado viria a ser anexado pelo Reino da Baviera.